# 作詞
作詞（さくし）は、歌詞のある楽曲の、歌詞を作ることである。
子供向け作品やクラシック合唱曲などでは「作詩」と表記される場合も多いが、これは文字通り「詩を作る」ことであり、詩人が曲に関係なく詩を作り詩集などで公表された後に、作曲家がその詩に曲をつけた例などが多い。それらに対し、最初から曲のために歌詞を作ることは厳密には別の意味で、混同されて使われていることもある。

## 概説
日本の歌謡曲の世界ではかつて、作詞は作詞家が行うことが一般的であったが、作詞・作曲・演奏をすべて自分で行うアーティストが増えてきている（→ シンガー・ソングライター）。
詞の形態は様々である。例えば、一人称形式・三人称形式、あるいは叙事詩・物語形式、などがある。

## 曲作りの工程における作詞の位置
楽曲の製作方法は、「詞先（しさき、しせん）」と呼ばれる、先に詞を書いた後で曲を付ける方法と、「曲先（きょくせん）」と呼ばれる、先に曲を作った後で詞を付ける方法の2種類に大別される。
詞先と曲先では、作詞と作曲の役割分担が大きく異なる。
詞先では、作詞が曲から制限を受けることはない。作曲の作業が、与えられた詞を前提としたものとなり、詞から大きく制約を受ける。詞が持つ語感・イメージ・世界観を生かすようなメロディを構築するよう心がけなければならない。
一方、曲先では、詞のない状態で既に曲が完成されており、したがって、譜割り（メロディの中で詞が載るリズムの割りふり）もこの時点で決定されている。作詞においては、その譜割りに言葉をはめ込むことが作業の主体となる。作詞者は、決定されている譜割りを忠実に踏襲し、元のメロディを生かしつつも語感のいい言葉を選び、かつ全体として意味のある詞を構築しなければならない。